# Мальмберг, Эрик (шахматист)
Эрик Мальмберг (фин. Erik Malmberg; 23 апреля 1892 — 13 августа 1934) — финский шахматист.

## Биография
С 1912 по 1915 год Эрик Мальмберг изучал медицину в Хельсинкском университете. Сначала Первой мировой войны проходил военную подготовку в кадетском училище. Во время Гражданской войны в Финляндии Эрик Мальмберг сражался на стороне «белых». Был офицером связи, командиром связи Карельской армии, позднее переведен в Главный штаб финской армии. После гражданской войны он был в Почетном совете Генерального штаба финской армии (1925—1932). В отставку вышел в звание полковника-лейтенанта. 15 мая 1926 года как бывший руководитель второго отдела статистического бюро Главного штаба армии Финляндии награжден латвийским Орденом Трёх звёзд IV степени.
Эрик Мальмберг также был известен как один из ведущих финских шахматистов. Он представлял Финляндию на неофициальной шахматной олимпиаде 1924 года. С 1924 года и до конца своей жизни работал шахматным обозревателем в различных финских периодических изданиях.